# Seznam českých mykologů

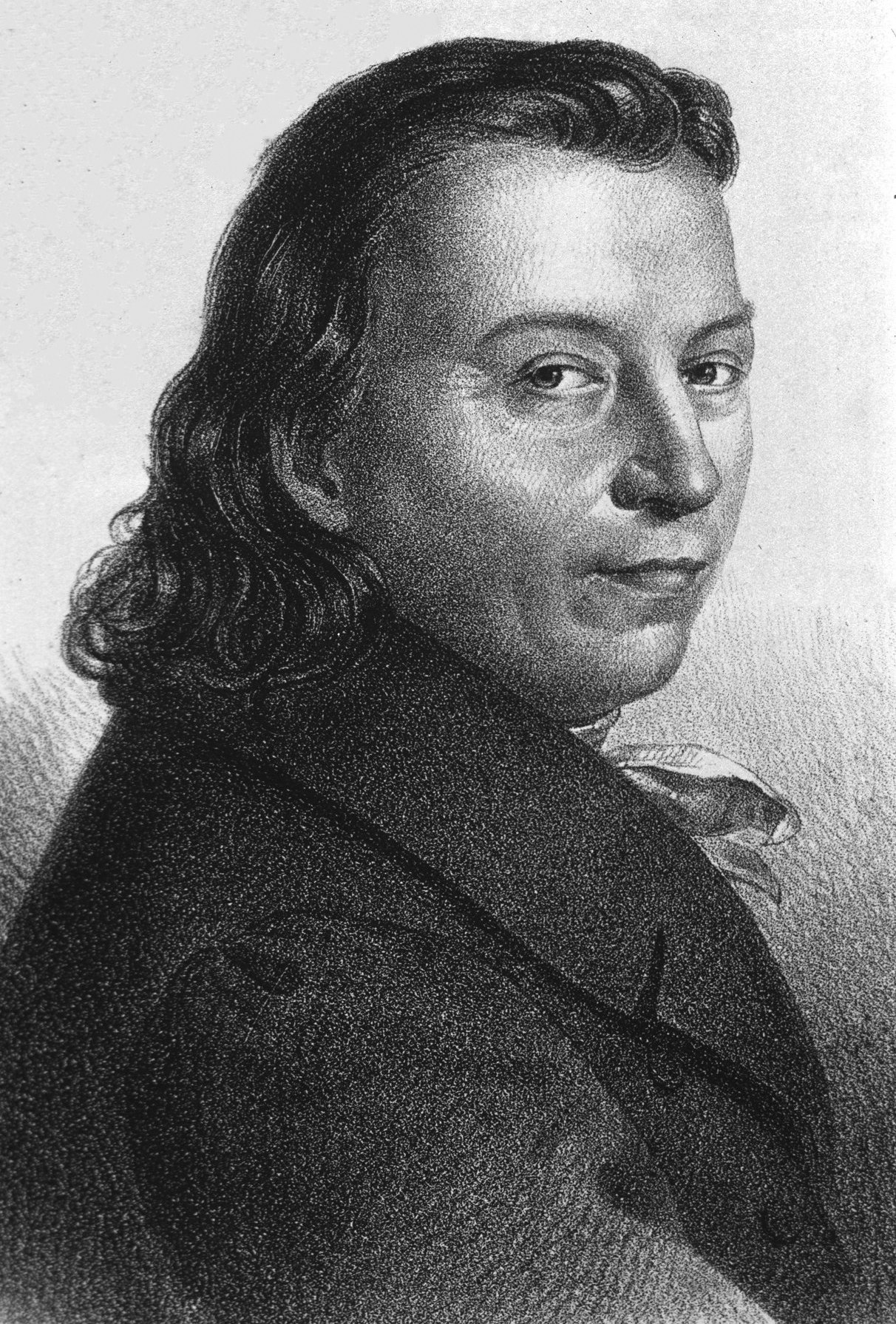
Julius Vincenz von Krombholz

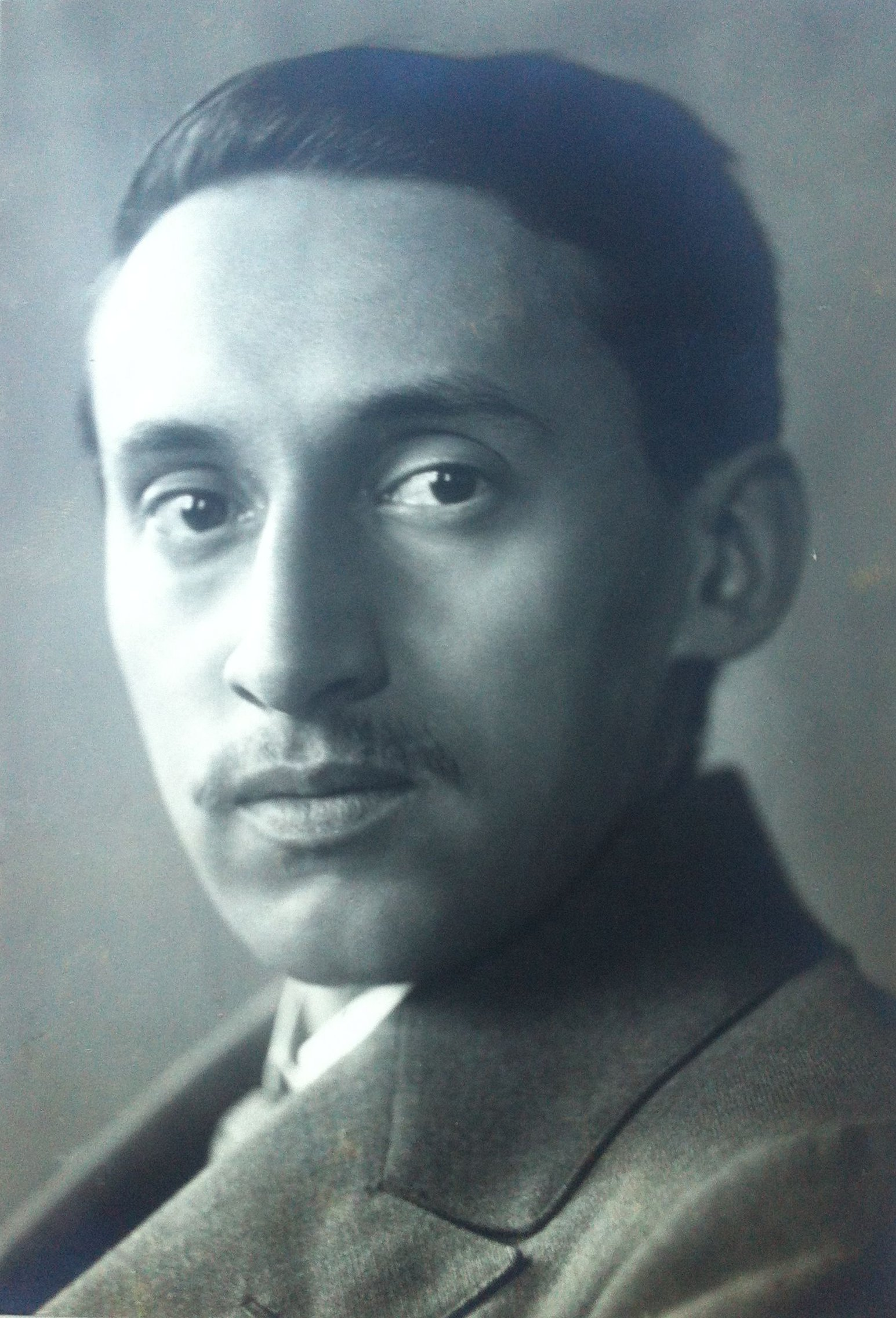
Karel Kavina

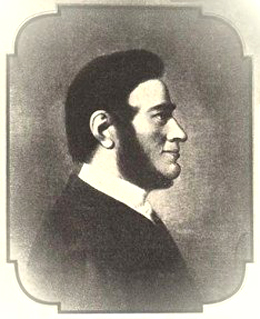
Karel Bořivoj Presl

Seznam obsahuje výčet českých mykologů v širším slova smyslu včetně těch, kteří působili či publikovali na území současné České republiky.
| mykolog                       | nar. | úmrtí | zkratka      | zaměření                                                                        |
| ----------------------------- | ---- | ----- | ------------ | ------------------------------------------------------------------------------- |
| Vladimír Antonín              | 1955 | –     | Antonín      | lupenaté                                                                        |
| Jiří Baier                    | 1937 | –     | Baier        | fotografie, popularizace                                                        |
| Eduard Baudyš                 | 1886 | 1968  | Baudyš       | fytopatolog, parazitické houby                                                  |
| Rudolf Beneš                  | 1881 | 1945  |              | popularizátor                                                                   |
| Miroslav Beran                | 1967 | –     | Beran        | ryzce (Lactarius s. l.), pavučince (Cortinarius), ochrana hub                   |
| Alexander Josef Bernard       | 1859 | 1912  |              | břichatky (Gasterales)                                                          |
| Jan Bezděk                    | 1858 | 1915  | Bezděk       | osvěta, determinace                                                             |
| Ctibor Blattný                | 1897 | 1978  |              | fytopatologická mykologie                                                       |
| Jan Borovička                 | 1979 | –     | Borovička    | lysohlávky (Psilocybe), geomykologie                                            |
| František Bubák               | 1866 | 1925  |              | rzi, sněti                                                                      |
| Jiří Burel                    | 1976 | –     |              | fotografie, hnojníky (Coprinus s. l.)                                           |
| Karel Cejp                    | 1900 | 1979  | Cejp         | kalichovky (Omphalia), žebernatky (Delicatula)                                  |
| August Corda                  | 1809 | 1849  | Corda        | nižší houby                                                                     |
| Ladislav František Čelakovský | 1863 | 1916  | L. F. Čelak. | myxomycety (Myxomycetes)                                                        |
| Ladislav Josef Čelakovský     | 1834 | 1902  | Čelak.       |                                                                                 |
| Zdeněk Černohorský            | 1910 | 2001  |              | lichenologie                                                                    |
| Karel Čížek                   | 1935 | 2013  | Čížek        | vatičky, kornatcovité                                                           |
| Aurel Dermek                  | 1925 | 1989  | Dermek       | hřibovité (Boletaceae), ilustrace                                               |
| Bohuslav Dvořák               | 1867 | 1951  |              | mykologická ilustrace                                                           |
| Daniel Dvořák                 | 1980 | –     |              |                                                                                 |
| Rudolf Dvořák                 | 1874 | 1945  |              | mykofloristika                                                                  |
| Ladislav Hagara               | 1944 | –     | Hagara       | kornatcovité (Corticiaceae)                                                     |
| Josef Herink                  | 1915 | 1999  | Herink       | mykotoxikologie                                                                 |
| Jiří Hlaváček                 | 1927 | 2002  | Hlaváček     | pečárky (Agaricus), hřibovité (Boletaceae)                                      |
| Jan Holec                     | 1968 | –     | Holec        |                                                                                 |
| Petr Hrouda                   | 1969 | –     | Hrouda       | bělozubovité (Bankeraceae)                                                      |
| Ivan Charvát                  | 1892 | 1959  | Charvát      | holubinky (Russula)                                                             |
| Václav Janda                  | 1971 | –     | Janda        | ochrana, hřibovité (Boletaceae)                                                 |
| Oldřich Jindřich              | 1956 | –     |              | kuřátka (Ramaria) a kyjankovité (Clavariaceae)                                  |
| Josef Emanuel Kabát           | 1844 | 1925  | Kabát        | nižší houby                                                                     |
| Karel Kavina                  | 1890 | 1948  | Kavina       | morfologie, systematika                                                         |
| Jaroslav Klán                 | 1946 | –     |              | mykotoxikologie                                                                 |
| Bohumil Klika                 | 1868 | 1942  |              | břichatky (Gasterales), podzemky                                                |
| Jaromír Klika                 | 1888 | 1957  | Klika        | chřapáčovité (Helvellaceae)                                                     |
| Zdeněk Kluzák                 | 1926 | 2003  | Kluzák       | osvěta, hřibovité (Boletaceae), hadovkovité (Clathraceae)                       |
| Miroslav Kolařík              | 1978 | –     | M. Kolařík   | genetika a metabolismus hub                                                     |
| František Kotlaba             | 1927 | 2020  | Kotl.        | chorošovité (Polyporaceae), pevníkovité (Stereaceae), břichatky (Gasterales)    |
| Jiří Kout                     | 1980 | –     | Kout         | chorošovité (Polyporaceae)                                                      |
| Julius Vincenc Krombholz      | 1782 | 1843  | Kromb.       |                                                                                 |
| Karel Kříž                    | 1907 | 1980  |              | mykologický redaktor, popularizace                                              |
| Martin Kříž                   | 1982 | –     |              | mykofloristika                                                                  |
| Jiří Kubička                  | 1913 | 1985  |              | mykotoxikologie, helmovky (Mycena)                                              |
| Jindřich Kučera               | 1864 | 1934  | Kučera       | holubinky (Russula)                                                             |
| Karel Kult                    | 1917 | 1998  | K. Kult      | šťavnatky (Hygrophorus)                                                         |
| Květomír Kunc                 | 1914 | ?     | Kunc         |                                                                                 |
| Jiří Lazebníček               | 1934 | 2017  | Lazebníček   |                                                                                 |
| Jan Macků                     | 1881 | 1964  |              | pěstování, popularizace                                                         |
| Josef Mašek                   | 1865 | 1942  |              | vzdělávání, popularizace                                                        |
| Václav Melzer                 | 1878 | 1968  | Melzer       | reagencie, holubinky (Russula)                                                  |
| Jiří Moravec                  | 1942 | –     | J. Moravec   | askomycety, též entomolog                                                       |
| Zdeněk Moravec                | 1931 | 2016  | Z. Moravec   | břichatky (Gasterales)                                                          |
| František Neuwirth            | 1883 | 1968  |              |                                                                                 |
| Bohumil Němec                 | 1873 | 1966  | Němec        | anatomie, fyziologie                                                            |
| Tomáš Papoušek                | 1942 | –     |              | fotografie                                                                      |
| Franz Petrak                  | 1886 | 1973  | Petr.        | redakční činnost                                                                |
| Richard Picbauer              | 1886 | 1955  | Picb.        | fytopatolog, pedagog                                                            |
| Albert Pilát                  | 1903 | 1974  | Pilát        | chorošovité (Polyporaceae), hřibovité (Boletacea), lupenotvaré (Agaricales)     |
| Růžena Podlahová              | 1947 | 1987  | Podl.        | alnikolní pyrenomycety                                                          |
| Jan Podzimek                  | 1904 | 1957  |              | lupenaté                                                                        |
| Zdeněk Pouzar                 | 1932 | 2023  | Pouzar       | kornatcovité (Corticiaceae), břichatky (Gasterales), chorošovité (Polyporaceae) |
| Karel Bořivoj Presl           | 1794 | 1852  | C. Presl     |                                                                                 |
| Jan Svatopluk Procházka       | 1891 | 1933  |              | ochrana                                                                         |
| Antonín Příhoda               | 1919 | 2001  |              | fytopatologie                                                                   |
| Otakar Reisner                | 1861 | 1941  |              | hvězdovky (Geastrum)                                                            |
| Vladimír Rypáček              | 1910 | 1994  |              | fyziologie dřevokazných hub a lišejníků                                         |
| Zdeněk Schaefer               | 1906 | 1974  | Z. Schaef.   | ryzce (Lactarius s. l.), holubinky (Russula)                                    |
| Vladimír Skalický             | 1930 | 1993  | Skalický     | Perenosporales                                                                  |
| František Skyva               | 1880 | 1966  |              | popularizace                                                                    |
| Josef Slavíček                | 1945 | 2019  |              | kornatcovité                                                                    |
| František Smotlacha           | 1884 | 1956  | Smotl.       | popularizace, osvěta                                                            |
| Miroslav Smotlacha            | 1920 | 2007  |              | prům. zpracování, popularizace                                                  |
| Radomír Socha                 | 1946 | –     | R. Socha     | holubinky (Russula), léčivé účinky                                              |
| Václav Jan Staněk             | 1907 | 1983  | V. J. Staněk | hvězdovky (Geastraceae)                                                         |
| Václav Stejskal               | 1851 | 1934  |              | popularizace                                                                    |
| Mirko Svrček                  | 1925 | 2017  | Svrček       | diskomycety                                                                     |
| Václav Šašek                  | 1937 | 2019  |              | pěstování hub, obsahové látky                                                   |
| Svatopluk Šebek               | 1926 | 1996  | Šebek        | břichatky (Gasterales), etnomykologie, ochrana                                  |
| Jan Šimr                      | 1900 | 1980  |              | břichatky (Gasterales)                                                          |
| František Šmarda              | 1902 | 1976  | F. Šmarda    | břichatky (Gasterales)                                                          |
| Jan Špaček                    | 1927 | 2021  |              | fytopatologie, teplomilné houby                                                 |
| Pavel Špinar                  | 1951 | –     | Špinar       | ochrana, hřibovité (Boletaceae), břichatky (Gasterales)                         |
| Jeroným Šubrt                 | 1873 | 1940  |              | osvěta, prevence otravám                                                        |
| Josef Šutara                  | 1943 | –     | Šutara       | hřibovité (Boletaceae)                                                          |
| Milada Tomková                | 1919 | 2014  |              | rzi, sněti                                                                      |
| Michal Tomšovský              | 1977 | –     | Tomšovský    | chorošotvaré (Polyporales), kožovkotvaré (Hymenochaetales)                      |
| Zdeněk Urban                  | 1923 | 2000  | Z. Urb.      | rzi, pyrenomycety                                                               |
| Václav Vacek                  | 1895 | 1951  | Vacek        | diskomycety, podzemky, lupenaté                                                 |
| Petr Vampola                  | 1952 | –     | Vampola      | chorošovité (Polyporaceae)                                                      |
| Martina Vašutová              |      | –     | Vašutová     | křehutka (Psathyrella), čepičatka (Galerina)                                    |
| Josef Velenovský              | 1858 | 1949  | Velen.       | zakladatel novodobé vědecké mykologie v Čechách                                 |
| Jaroslav Veselský             | 1913 | 1980  | Veselský     | vláknice (Inocybe), mykotoxikologie, mykofloristika                             |
| Rudolf Veselý                 | 1884 | 1966  | Veselý       | muchomůrky (Amanita)                                                            |
| Vojtěch Vlach                 | 1886 | 1961  |              | popularizace                                                                    |
| Josef Vlasák                  | 1948 | –     | Vlasák       | chorošotvaré (Polyporales)                                                      |
| Evžen Wichanský               | 1891 | 1972  | Wichanský    |                                                                                 |
| Lucie Zíbarová                | 1983 | –     | Zíbarová     | mykofloristika, kornatcovité (Corticiaceae), pyrenomycety                       |
| Jaroslav Zvára                | 1872 | 1937  | Zvára        | holubinky (Russula)                                                             |